# Carles XIII de Suècia
Carles XIII de Suècia (Estocolm, 7 d'octubre de 1748 - 5 de febrer de 1818), va ser rei de Suècia de 1809 fins a 1818, i rei de Noruega de 1814 a 1818, regnant com a Carles II de Noruega. Era el fill menor del rei Adolf Frederic de Suècia i Lluïsa Ulrica de Prússia i va ser el darrer monarca de la dinastia Oldenburg-Holstein-Gottorp.

## Duc de Södermanland
Carles XIII va néixer al castell d'Estocolm el 7 d'octubre de 1748. La seva infància i la seva educació van estar molt influenciades pel seu germà gran, el rei Gustau III de Suècia.
L'any 1772 va col·laborar de forma activa en el cop d'estat que incrementà els poders de la monarquia i va permetre a Gustau III de tornar a encapçalar un règim absolutista. Posteriorment, i gràcies a la política bèl·lica del seu germà, va destacar en el camp militar. Així, Carles va participar en nombroses batalles navals de la guerra contra Rússia i va aconseguir una important victòria a la batalla de Hogland, el 7 de juny de 1788.
Després de l'assassinat de Gustau III, el duc Carles es convertí en tutor del futur rei, el seu nebot Gustau IV Adolf. Teòricament, Carles s'encarregava de les tasques de govern, però a la pràctica aquest quedà en mans de Gustau Adolf Reuterholm, un noble que s'havia oposat a les decisions de Gustau III. Aquest fet deixà clar que, a partir de llavors, l'autoritat reial seria molt menor a l'existent en temps de l'anterior monarca.
Quan Gustau Adolf arribà a la majoria d'edat, la participació política del duc Carles passà a ser marginal. Pocs anys després però, quan l'impopular rei fou destronat, Carles fou cridat a fer-se càrrec del govern provisional. Atès que tota la família de Gustau IV havia estat desterrada, l'hereu més proper passà a ser el mateix duc. Així, després d'acceptar la promulgació d'una nova constitució de caràcter liberal, fou coronat rei de Suècia el 29 de juny de 1809.

## Rei de Suècia
Carles XIII es va convertir en un rei titella, dominat en tot moment per les decisions del parlament. Donada l'absència d'hereus (el seu únic fill legítim havia mort pocs dies després de néixer, el 1798), fou obligat a adoptar com a fill al príncep danès Cristià August, que esdevingué així el príncep Carles August de Suècia). Aquest príncep, que havia donat suport a la conspiració contra Gustau IV Adolf, arribà a Estocolm a principis de gener de 1810, i immediatament fou nomenat hereu a la corona. Va morir, però, aquell mateix any de forma sobtada. Fins i tot es pensà que havia estat assassinat, i s'acusà del crim a Hans Axel de Fersen.
Després d'aquest fet, el comte Karl Otto Mörner, per iniciativa pròpia, va viatjar a França per aconseguir un nou fill adoptiu per al rei. L'escollit fou el mariscal Jean-Baptiste Jules Bernadotte, militar de l'exèrcit de Napoleó Bonaparte. Tot i que el comte fou arrestat en tornar a Suècia, la candidatura de Bernadotte va guanyar ràpidament suport entre l'aristocràcia sueca, i finalment fou escollit príncep hereu el mateix any 1810, amb el nom de Carles Joan. A més, la feble salut de Carles XIII va convertir al monarca en una figura representativa, mentre el mariscal Bernadotte agafava les regnes del govern a partir d'aquell mateix novembre.
Fins al 1810, Suècia i Gran Bretanya havien estat aliats en la guerra contra Napoleó, però com a resultat de la derrota de Suècia a la guerra finlandesa i la guerra de Pomerània, i el Tractat de Fredrikshamn i el Tractat de París, Suècia va declarar la guerra a la Gran Bretanya. La guerra només existia sobre el paper, i la Gran Bretanya no va tenir problemes per estacionar vaixells a l'illa sueca de Hanö i comerciar amb els estats bàltics. Després que Napoleó envaís Rússia en 1812 i després de llargues negociacions, els britànics, russos i suecs van signar els tractats d'Örebro el 18 de juliol, que posaven final a les guerres anglorussa i la guerra anglosueca.

## Rei de Suècia i Noruega
Gràcies a les gestions de Carles Joan, l'aplicació del tractat de Kiel de 1814 va obligar Dinamarca, aliada de Napoleó, a cedir Noruega al regne suec. D'aquesta manera, Carles XIII esdevingué també rei de Noruega, on regnà com a Carles II, a partir del 4 de novembre de 1814. Igual que a Suècia, però, hi esdevingué un rei purament nominal. A més, la seva delicada salut va impedir que fos coronat a Oslo.
Finalment, Carles XIII va morir a Estocolm el 5 de febrer de 1818. El seu successor al tron fou el seu fill adoptiu, el príncep Carles Joan.

## Família
Carles XIII es va casar el 7 de juliol de 1774 amb la seva cosina, Eduvigis Elisabet Carlota de Holstein-Gottorp. La parella va tenir un únic fill:
- Carles Adolf, mort amb només 7 dies de vida (3 de juliol de 1798 - 10 de juliol de 1798).

Abans de casar-se, el monarca va tenir una relació amb Augusta Fersen. Amb ella va tenir un fill il·legítim:
- Karl Löwenhielm (1772-1861)

A banda, per tal d'assegurar la successió al tron, va adoptar dos fills:
- Carles August (Cristià August de Dinamarca) (1768-1810)
- Carles Joan (Jean-Baptiste Jules Bernadotte) (1763-1844). Futur rei de Suècia i Noruega.